# Longitarsus ballotae
Longitarsus ballotae là một loài bọ cánh cứng trong họ Chrysomelidae. Loài này được Marsham miêu tả khoa học năm 1802.